# Re (carta da gioco)
Il re è l'ultima carta da gioco nella scala numerica; è la tredicesima carta per i mazzi francesi e la decima per i mazzi di tipo italiano.
Nella tradizione anglosassone e francese le figure delle carte possiedono dei nomi: i monarchi rappresentati nelle carte francesi corrisponderebbero a Carlo Magno (Charles, oppure Carlo VII) per il seme dei cuori, il re Davide (David) per le picche, Giulio Cesare (Cesar) per i quadri, e Alessandro Magno (Alexandre) per i fiori.

## Carte

Re di cuori.
Re di picche.
Re di quadri.
Re di fiori.